# Callobius hyonasus
Callobius hyonasus är en spindelart som beskrevs av Robin Ernest Leech 1972. Callobius hyonasus ingår i släktet Callobius och familjen mörkerspindlar. Inga underarter finns listade.